# Matinsaari (ö i Kuhmois)
Matinsaari är en ö i Finland. Den ligger i sjön Lummenne och i kommunen Kuhmois i den ekonomiska regionen  Jämsä  och landskapet Mellersta Finland, i den södra delen av landet, 150 km norr om huvudstaden Helsingfors. Öns area är 1,7 hektar och dess största längd är 200 meter i nord-sydlig riktning.